# Crkva Gospe od Anđeli u Pozorcu
Crkva Gospe od Anđeli, crkva u Pozorcu, općina Marina. Sa srednjovjekovnim grobljem sa stećcima oko crkve čini cjelinu koja je zaštićeno kulturno dobro

## Opis dobra
Vrijeme nastanka: od 14. do 19. stoljeća. Crkva Gospe od Anđeli je jednobrodna građevina s pravokutnom apsidom, a datira iz 18. st. Oko crkve su razbacani brojni stećci u obliku kamenih, pravokutnih, debelih ploča-sanduka međutim, stećci nisu položeni in situ. Prostiru se uz sjevernu stranu puta koji vodi od grobljanskih vrata do crkve. Prostor oko crkve markiran je platoom od kamenih ploča, a stećci su danas postavljeni u funkciji obruba platoa. S južne strane crkve nagomilano je više stećaka koji također ne leže in situ. Većina stećaka je ukrašena isklesanim reljefnim motivima. Najčešći je motiv rozeta, srp, lemeš i polumjesec. Jedinstveni su primjerci stećaka ukrašeni antropomorfnim poprsjem, lukom i strijelom i likom jelena.

## Zaštita
Pod oznakom Z-xxxx zavedena je kao nepokretno kulturno dobro - pojedinačno, pravna statusa zaštićena kulturnog dobra, klasificirano kao "arheološka graditeljska baština".